# 八千代工業
マザーサンヤチヨ・オートモーティブシステムズ株式会社（英: Motherson Yachiyo Automotive Systems Co., Ltd.）は、大手自動車部品メーカー。旧社名: 八千代工業株式会社（やちよこうぎょう、英: Yachiyo Industry Co.,Ltd.）。
本社は埼玉県狭山市。
本田技研工業（ホンダ）系列のメーカーであったが、2024年よりインドの企業マザーサン・グループ（Samvardhana Motherson International）傘下となっている。

## 沿革
- 1947年 - 大竹塗装所創業。
- 1953年 - 八千代塗装株式会社設立。
- 1960年 - 三重県鈴鹿市に二輪車エンジン部品の羽布および塗装工場として鈴鹿工場を設置。
- 1968年 - 八千代工業株式会社に商号変更。
- 1972年 - 埼玉県狭山市に柏原工場を開設、本田技研工業株式会社の軽四輪乗用車「ライフステップバン」の受託生産を開始[1]。本田技研工業の関連会社となる。
- 1974年 - 本田技研工業及び三恵技研工業との合弁により、合志技研工業株式会社を設立。
- 1976年 - 本田技研工業のバギー車の受託生産を開始。
- 1977年 - 自動車部品「燃料タンク」の生産を開始。
- 1981年 - 東京都豊島区に本社を移転。
- 1983年 - 三重県四日市市に、自動車部品のプレス及び溶接工場として四日市製作所を設置。
- 1985年 - 四日市製作所を増設、本田技研工業の軽四輪トラック「アクティ」の受託生産を開始[1]。
- 1986年 - 栃木県さくら市に栃木研究所を開設。自動車部品「サンルーフ」の生産を開始。
- 1989年 - 当社初の海外拠点をカナダに設立（現在は全事業を譲渡済）。
- 1991年 - ホンダ・ビートの受託生産を開始[1]。
- 1994年 - 株式を店頭公開（現在のJASDAQ）。株式を店頭登録銘柄として日本証券業協会に登録。
- 1996年
  - 5月 - ホンダ・トゥデイの受託生産を開始。ホンダの軽自動車の生産を全面受託する[1]。
  - 6月 - 英国に現地法人数社との合弁によりユー ワイ ティー リミテッドを設立（2018年3月に事業譲渡）。
- 1997年
  - 1月 - タイにサイアム ヤチヨ カンパニー リミテッド（現・連結子会社）を設立。
  - 5月 - 埼玉県狭山市に本社を移転。
  - 9月 - 米国にヤチヨ オブ アメリカ インコーポレーテッド（現・連結子会社）を設立。
  - 10月 - 米国に現地法人の合弁によりエー ワイ マニュファクチュアリング リミテッドを設立。
- 2006年 - 本田技研工業の株式公開買付けにより、同社の出資比率が34.50%から50.41%に引き上げられ連結子会社となる。
- 2008年3月 - 四日市製作所の隣接地での新組立工場の建設計画を発表（後に中止、後述）。計画では本田技研工業熊本製作所で作られたエンジン・トランスミッションを八千代工業四日市製作所で組み立む従来方式を改め、本田技研工業鈴鹿製作所でトランスミッションを、八千代工業の新工場でエンジンの製作と軽乗用車の生産を、現工場で軽商用車の生産を行うことで物流効率の向上を図るとしていた[2]。
- 2010年7月 - リーマン・ショックの影響からホンダが生産拠点の見直しを余儀なくされることとなり、新工場計画が中止となる。また、同時にホンダは今後投入する新開発の軽乗用車（N-BOXなど）については自社の鈴鹿製作所で集中生産する方針を決め、当社は軽乗用車の生産からほぼ撤退することが決まった（例外として2015年発売のS660は八千代工業で生産された）[3]。
- 2012年 - 新工場の建設中止に伴い、2月に早期希望退職者制度を導入し、翌月までに全従業員の3割超に上る771人が応募。特別加算金などはホンダも負担した[4]。
- 2014年 - 陸上競技用車いすの製造を開始。ドイツにヤチヨ ジャーマニー ゲー エム べー ハー（現・連結子会社）を開設。
- 2016年 - 株式会社エム・エス・ディからの事業譲渡に伴い、株式会社合志テック、ゴウシ フィリピン インコーポレーテッド（現・連結子会社）が当社の子会社となる。
- 2018年 - 生産台数減少に伴い、本田技研工業が国内4輪車生産拠点の集約を発表したことに併せ、4月2日に車両組立部門が「ホンダオートボディー株式会社」として分離され、本田技研工業の完全子会社（機能子会社）となる[5][6]。
- 2023年
  - 7月 - 本田技研工業が一旦株式を株式公開買付け（TOB）の形で取得した上で、保有する全株式をインドのサンバルダナ・マザーサン（英語版）グループに譲渡する方針を発表。また同時に、八千代が保有する合志技研工業の全株式を本田技研工業が取得することも発表[7]。
  - 11月 - 本田技研工業が株式公開買付けにより91.83%の株式を取得[8]。
- 2024年
  - 1月10日 - 上場廃止[9]。
  - 1月12日 - 株式売渡請求により本田技研工業の完全子会社となる[10]。
  - 3月26日 - 上述の予定通りサンバルダナ・マザーサングループの傘下となり、新体制を発表。
  - 10月1日 - 社名を「マザーサンヤチヨ・オートモーティブシステムズ」に変更[11]。

## 所在地
- 本社 - 埼玉県狭山市
- 柏原工場 - 埼玉県狭山市
- 鈴鹿工場 鈴鹿事業所 - 三重県鈴鹿市
- 鈴鹿工場 亀山事業所 - 三重県亀山市
- 埼玉研究所 - 埼玉県狭山市
- 栃木研究所 - 栃木県さくら市

## 陸上競技部
1991年3月創部。駅伝競走及びマラソンを中心に活動する。2011年度までは中部、2012年度より東日本で実業団登録。全日本実業団対抗駅伝競走大会（ニューイヤー駅伝）に2019年1月までに通算14回出場。ニューイヤー駅伝での最高成績は2016年の16位。
2019年1月を最後にニューイヤー駅伝から遠ざかり、2021年11月の東日本実業団対抗駅伝競走大会でも16位に終わり、2022年1月のニューイヤー駅伝出場を果たせなかった。会社は「将来を見据え、新たな領域に経営資源を振り向ける必要がある」ことから、2021年度末をもって陸上競技部の活動を休止することを発表した。